# Pilea moroniana
Pilea moroniana är en nässelväxtart som beskrevs av Ignatz Urban. Pilea moroniana ingår i släktet pileor, och familjen nässelväxter. Inga underarter finns listade i Catalogue of Life.